# Álvaro Obregón (kerület)
Álvaro Obregón Mexikóváros egyik kerülete, lakossága 2010-ben meghaladta a 725 000 főt. Három pici külső település is tartozik hozzá: Cuauhtlamila, Ampliación San Bernabé (vagy Tenango) és El Ermitaño (vagy Paraje el Chipil).

## Földrajz

### Fekvése
A kerület a Szövetségi Körzet nyugati részén terül el, alakja keskeny, délnyugat–északkeleti irányban elhúzódó. Északkeleti része teljesen beépített, délnyugaton viszont a Vulkáni-kereszthegység erdős hegyei emelkednek. A városi rész a tenger szintje felett körülbelü 2250–2700 méterrel fekszik, a magasabb hegyek ennél akár 1000 m-rel is feljebbre nyúlnak. Vízfolyásai is a domborzatnak megfelelően délnyugatról északkelet felé folynak, közülük jelentősebbek a Río San Ángel Inn, a Río La Magdalena, a Río La Piedad (csővezetékben folyik) és a Río Santo Desierto.

### Éghajlat
A kerület éghajlata meleg, de nem forró, és nyáron–ősz elején csapadékos. Minden hónapban mértek már legalább 28 °C-os hőséget, de a rekord nem érte el a 38 °C-ot. Az átlagos hőmérsékletek a januári 13,4 és a májusi 18,9 fok között váltakoznak, fagy az év első három hónapjában fordul elő. Az évi átlagosan 1001 mm csapadék időbeli eloszlása rendkívül egyenetlen: a júniustól szeptemberig tartó 4 hónapos időszak alatt hull az éves mennyiség közel 80%-a.
| Hónap                                   | Jan. | Feb. | Már. | Ápr. | Máj. | Jún. | Júl. | Aug. | Szep. | Okt. | Nov. | Dec. | Év   |
| --------------------------------------- | ---- | ---- | ---- | ---- | ---- | ---- | ---- | ---- | ----- | ---- | ---- | ---- | ---- |
| Rekord max. hőmérséklet (°C)            | 33,9 | 34,0 | 32,2 | 37,5 | 35,0 | 33,0 | 28,0 | 29,5 | 28,5  | 29,5 | 28,0 | 28,0 | 37,5 |
| Átlagos max. hőmérséklet (°C)           | 21,5 | 23,1 | 25,5 | 26,8 | 26,6 | 24,3 | 22,7 | 22,7 | 22,6  | 22,6 | 22,4 | 21,8 | 23,5 |
| Átlaghőmérséklet (°C)                   | 13,4 | 14,7 | 16,9 | 18,4 | 18,9 | 17,9 | 16,8 | 16,9 | 16,7  | 16,1 | 15,1 | 14,1 | 16,3 |
| Átlagos min. hőmérséklet (°C)           | 5,3  | 6,3  | 8,4  | 10,1 | 11,1 | 11,5 | 10,9 | 11,0 | 10,9  | 9,6  | 7,8  | 6,4  | 9,1  |
| Rekord min. hőmérséklet (°C)            | −9,0 | −9,5 | −9,0 | 1,0  | 5,0  | 1,0  | 6,0  | 6,5  | 1,0   | 3,5  | 0,1  | 0,2  | −9,5 |
| Átl. csapadékmennyiség (mm)             | 8    | 9    | 15   | 27   | 66   | 177  | 243  | 213  | 162   | 69   | 6    | 9    | 1001 |
| Forrás: Servicio Meteorológico Nacional |      |      |      |      |      |      |      |      |       |      |      |      |      |

## Népesség
A kerület népessége a közelmúltban folyamatosan növekedett:
| Év   | Lakosság |
| ---- | -------- |
| 1990 | 642 753  |
| 1995 | 676 930  |
| 2000 | 687 020  |
| 2005 | 706 567  |
| 2010 | 727 034  |

## Története
A kerület nevét Álvaro Obregónról, a mexikói forradalom fontos alakjáról, Mexikó elnökéről kapta.
Bár már a spanyolok megérkezése előtt is létezett néhány kisebb falu a mai kerület területén (Tenanitla, Tizapán, Tetelpan, Ameyalco, Xochiac és Axotla), az igazi település csak a 16. századtól kezdett kialakulni. A közeli Coyoacánban volt a spanyolok legfőbb közigazgatási központja, az ottani domonkos szerzetesek alapították a mai Álvaro Obregón területén az első, San Jacinto nevű remetekápolnát. Ugyancsak a szerzetesek voltak azok, akik a hegyek nagy esésű patakjainak vízenergiájával fonógépeket kezdtek működtetni, amelyek műhelyeiből aztán a következő évszázadokban (immár világiak) nagy textilgyárakat hoztak létre.
1530 táján mezítlábas karmeliták is megtelepedtek a domonkosok által nekik adományozott földeken, ahol egy kis templomot is felépítettek, valamint zöldségeket, gyümölcsöket és virágokat kezdtek termelni. A domonkos és a karmelita szerzetesek voltak azok, akik lassacskán közösséggé kovácsolták a mai kerület területén található elszórt falvak népességét. Ezzel párhuzamosan egy másik központ is kialakult a területen: Vasco de Quiroga egy utópisztikus „kórház-falut” alapított itt Santa Fe néven, ami egy templomból, egy kórházból, egy árvaházból, egy nevelőotthonból és egy iskolából állt. Itt, az indiánokra rabszolgaként tekintő nagybirtokosokkal ellentétben gondoskodtak az indiánok tanításáról is. 1617 körül felépült a Carmen-kolostor, amelynek környéke San Ángel néven vált ismertté. A következő századokban folyamatos fejlődés jellemezte a karmeliták gazdaságát.
Amikor 1824-ben, a mexikói függetlenségi háború után létrejött a Szövetségi Körzet, San Ángel és környéke nem tartozott hozzá, hanem México államhoz került. 1848. március 17-én egy, a San Jacinto-templom melletti épületben a mexikói–amerikai háborúban a mexikóiak oldalán harcoló néhány ír katonát az amerikaiak, miután halálra ítélték, agyonlőtték őket. 1858-ban, amikor a Szövetségi Körzetet bővítették, ezt a területet is hozzácsatolták. 1861-ben a körzetet 5 részre osztották, San Ángel ezek egyike volt.
1928-ban jöttek létre a kerületek, köztük San Ángel kerület, de ugyanebben az évben történt az is, hogy Álvaro Obregónt, aki éppen megnyerte a választást, és aki a San Ángel-i La Bombilla park egyik éttermében ünnepelte a győzelmét, meggyilkolta egy José de León Toral nevű vallási fanatikus. Az ő emlékére változtatták meg 1932-ben a kerület nevét a maira. A 20. század folyamán rendkívül gyors ütemben nőtt Mexikóváros, és ezáltal Álvaro Obregón kerület lakossága is, sorra épültek az új lakónegyedek és középületek.

## Turizmus, látnivalók
A kerület legfőbb turisztikai látnivalóját San Ángel régi épületei, különféle templomok és Álvaro Obregón emlékműve mellett a múzeumok adják. Itt található a modern festészettel foglalkozó Museo Alvar y Carmen T. Carrillo Gil és Museo Estudio Diego Rivera y Frida Kahlo, a szintén művészeti témájú Soumaya Múzeum egyik épülete (itt található például Auguste Rodin szobrainak harmadik legnagyobb gyűjteménye), valamint a Museo Casa del Risco, vagy Isidro Fabela kulturális központ.